# 藝術宮 (舊金山)
藝術宮（英語：Palace of Fine Arts）位於美國加州舊金山海港區，是一座建於1915年的紀念性建築物，最初是為了在巴拿馬太平洋萬國博覽會中展示藝術作品而建造的。這是博覽會少數僅存且唯一保留於原址的建築物。藝術宮曾於1965年重建，人工湖和走道的整新，以及加強建築的耐震強度直至2009年初才完成。
除了舉辦展覽之外，藝術宮對於遊客和當地居民來說，仍是一個受歡迎的景點，同時，也常有舊金山灣區的新婚夫妻來到這拍攝婚紗照及舉辦婚禮。另外，位於橘郡安那翰的迪士尼加州冒險樂園也有一座縮小的藝術宮複製品塑像。

## 歷史

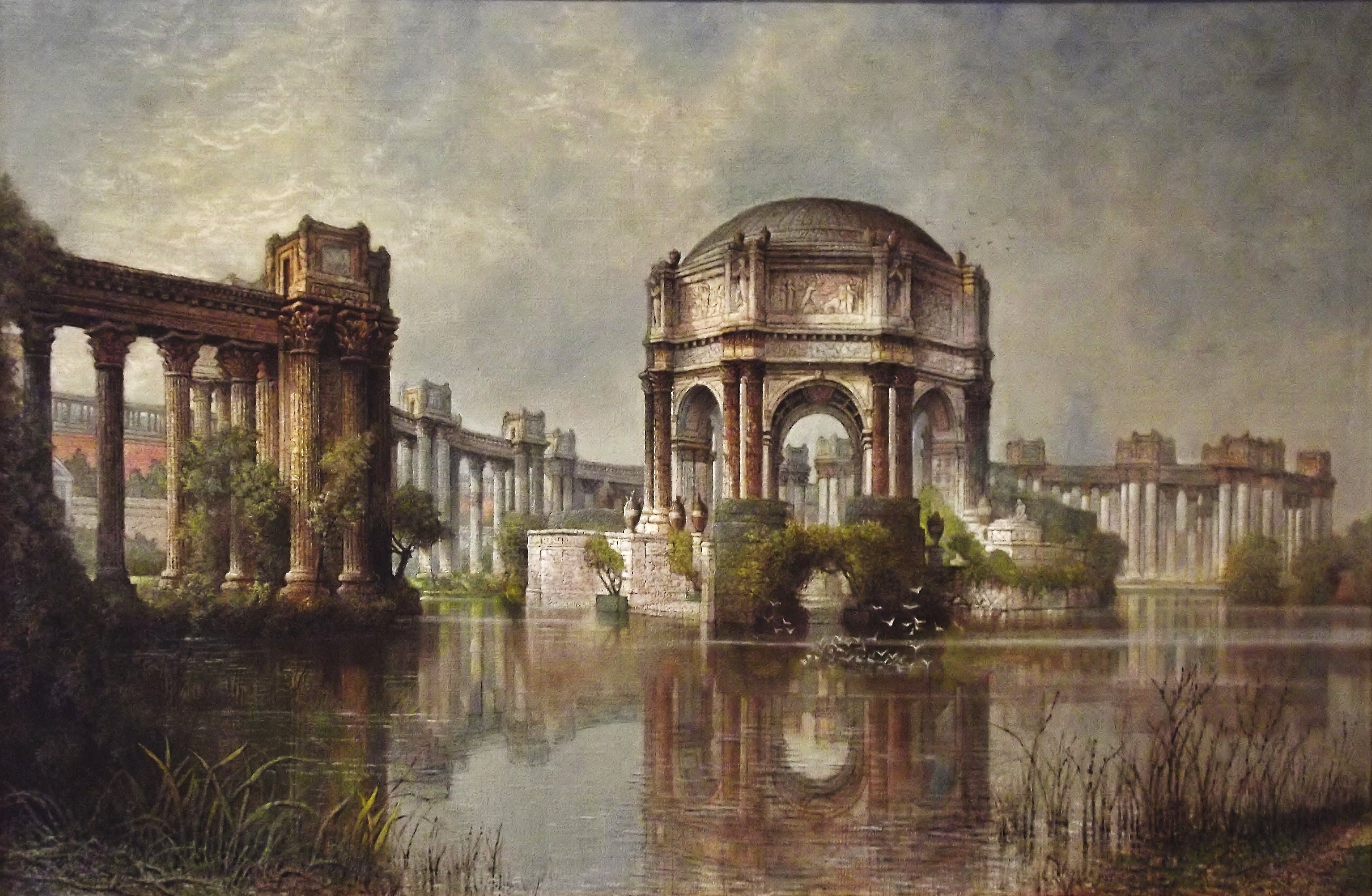
艾德文·迪金1915年的畫作《Palace of Fine Arts and the Lagoon》

為了紀念發現太平洋及巴拿馬運河竣工，舊金山在1915年舉辦了巴拿馬太平洋萬國博覽會，同時，也藉此機會展現1906年舊金山大地震後浴火重生的舊金山市。博覽會的經費由六百萬美元的捐款、五百萬美元的加州公債及五百萬美元的舊金山稅所資助。
藝術宮是博覽會中十座宏偉建築的其中一座，其他包括教育宮、文藝宮、製造宮、各式產業宮、農業宮、食品加工宮、運輸宮、礦業冶金宮及機械宮。藝術宮是建築師伯納德·梅貝克由古羅馬建築和古希臘建築汲取靈感所設計的，實質上也是座仿廢墟建築。
在博覽會後，大多數的展場皆已被拆除，然而藝術宮深受大眾的喜愛，美國慈善家菲比·赫斯特便在博覽會期間成立了宮殿保存聯盟（Palace Preservation League），以保護藝術宮免於被拆除的命運。
在這之後，藝術宮繼續舉辦藝術展覽 ，並在經濟大蕭條時期委託美國公共事业振兴署，汰換圓形大廳天花板上由畫家羅伯特·里德繪製的腐朽壁畫。1934年至1942年期間，舊金山休閒及公園處在此建造了18座附有燈光照明的網球場。第二次世界大戰期間則被美國陸軍徵用，用來停放卡車與吉普車。戰爭結束後，聯合國於舊金山成立，這裡成為了全球政治家停放大型豪華轎車的停車場。1947年起，藝術宮的大廳有著各種用途：作為舊金山公園處的倉庫；電話簿發送地點；旗幟和帳篷的存放地；甚至是臨時的消防局司令部。
儘管藝術宮被保存下來，但是它的結構並不堅固。由於原先只打算在博覽會期間使用，因此，柱廊和圓形大廳並非以耐久的建材建造，而且是以灰泥及粗麻布纖維的混合物覆蓋於木頭上作為支柱，這些不良的結構加上被惡意地破壞，到了1950年代，這座仿廢墟建築事實上已經瀕臨崩塌。
經過多年的侵蝕及不當使用，藝術宮慢慢地荒蕪凋敗，最後，市政府只好將藝術宮以鐵絲網圍起來，並且公告其為危險建築。到了1959年，加州眾議員卡斯帕·温伯格提出一個議會法案，若是舊金山市民想要修復藝術宮的話，將可以取得200萬美金的國家補助。此時，舊金山的市民有所動搖，在當地著名的商人慈善家華特．S．強生率先捐獻所需的200萬美金後 ，外界也相繼捐助共約180萬美金的資金，讓藝術宮免於被拆除的命運，並且展開重建藝術宮的工程。在這之後，強生仍在他有生之年持續對藝術宮有所貢獻。

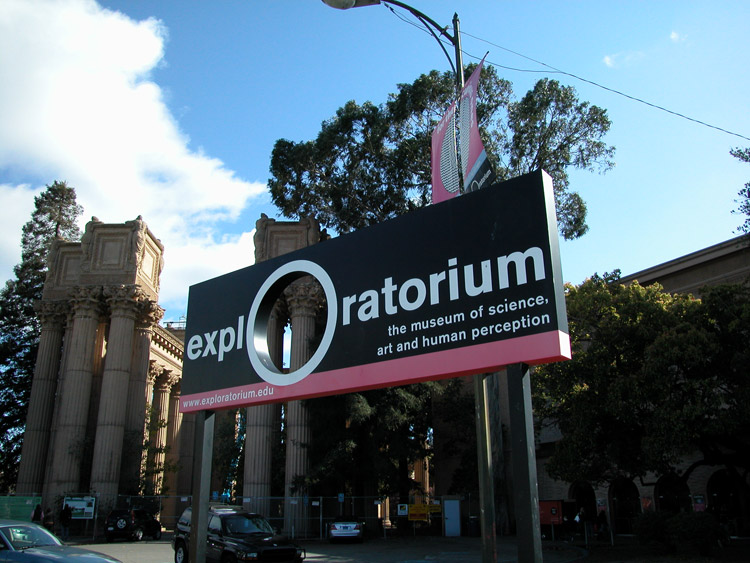
位於藝術宮的探索博物館

最初的藝術宮於1964年被拆除重建，只留下了展場大廳的鋼筋結構。接著，建築師漢斯．格爾森（Hans Gerson）依照梅貝克原先的設計，著手重建一座能永久保存且質輕的藝術宮，並重新裝飾與打造新的雕塑，而圓頂的壁畫、塔門的最後兩根廊柱，以及展覽大廳原始的裝飾皆保留原貌，並使用鋼筋混凝土來支撐圓形大廳的拱頂。藝術宮的圓形大廳終於在1967年完工，舉辦了為期一個禮拜的慶祝活動。
原先的展覽大廳在1969年成為了舊金山探索博物館的互動博物館。1970年，強生捐獻了25萬美金，使得南側與北側的柱廊再次佇立，而原先的樓座則成為962個座位的藝術宮劇院，場地開放供民眾租借，現在由舊金山休閒及公園處管理。
人稱「重建藝術宮的贊助者」的華特．S．強生在1978年逝世時，一生總共捐獻了450萬美金給他稱為「舊金山標誌」的藝術宮。也因為如此，在里昂街與海灣街口的走道上有一根柱子上掛著「華特．S．強生公園」的銘牌，而人們也這樣稱呼藝術宮前面的公園廣場，以感謝他對藝術宮的付出。
一份研究於1990年代發表，表示藝術宮的人工湖有著不安全的細菌含量，附近的居民也時常抱怨湖充滿可怕的氣味。圓形大廳的穹頂在雨天時也會漏水，還造成一塊混凝土掉落到大廳下的地面，藝術宮的中央區域不得不關閉一年進行整修。當時也發起了「造亮藝術宮」的活動，使得大廳在晚間多了些金色的夜光照明。
2003年，舊金山市與梅貝克基金會建立了一個公私夥伴關係以保護藝術宮，並於2010年加強了拱頂、柱廊及人工湖的抗震。探索博物館於2013年閉館，籌備常駐至內河碼頭。
如今，澳大利亞的尤加利樹圍繞著湖的東岸。許多野生動物也在棲息在此，包括疣鼻天鹅、鴨子（特別是遷徙類）、雁族、龜、无尾目、浣熊。

## 設計

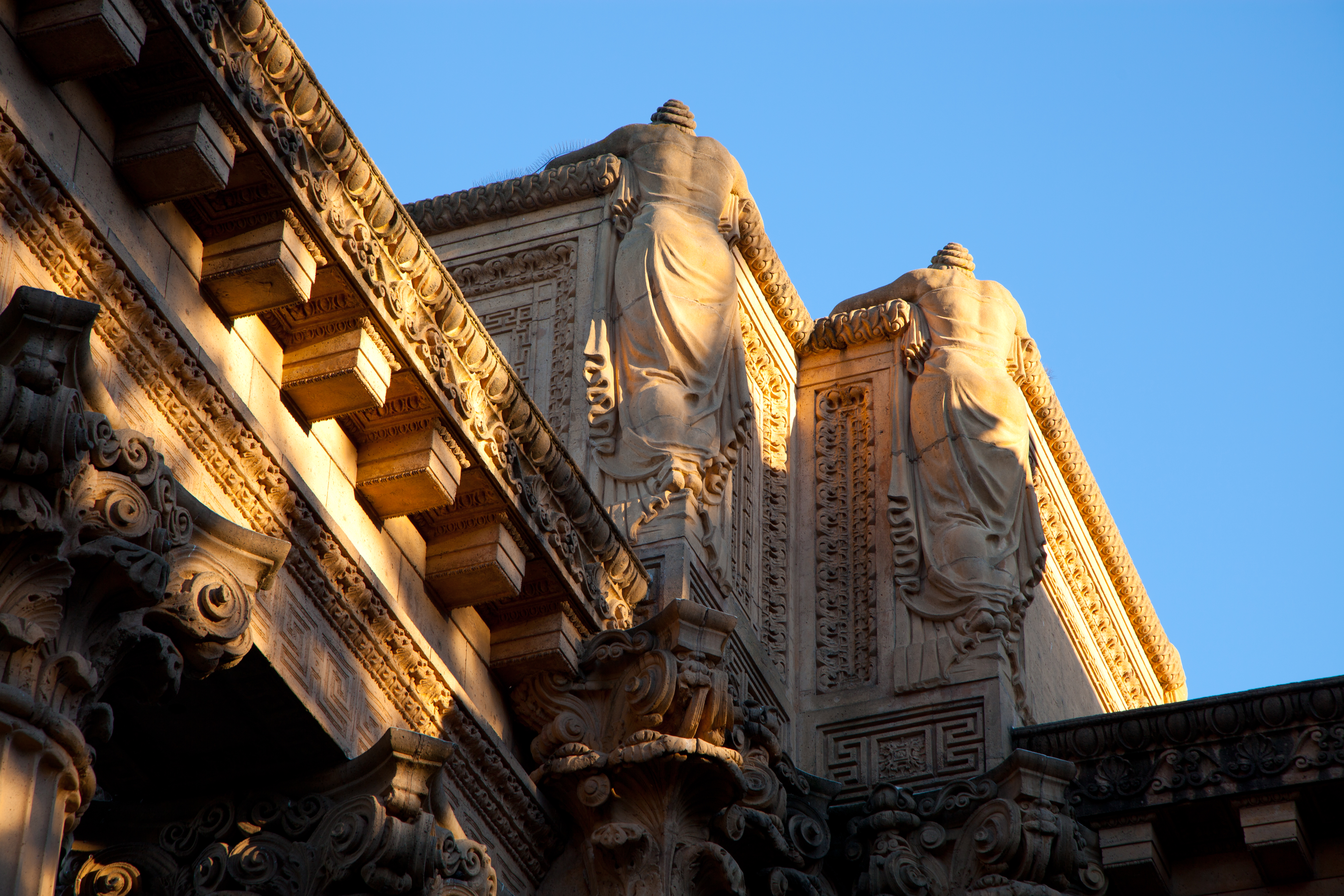
柱廊上的哭泣的女人

藝術宮圍繞於一座人工湖，由總長1,100英尺（340）的蔭徑圍繞著中央的圓形大廳。人工湖則是仿效歐洲的經典建築，其廣闊的水面像鏡子般地倒映出藝術宮的雄偉，並能從遠處欣賞這寧靜的景色。
裝飾品包括布魯諾·路易斯·齊姆（Bruno Louis Zimm）繪製於圓形大廳頂部的三幅循環油畫，象徵著希臘文化，也表現出「為美麗而奮鬥」的精神。烏爾里希·埃勒胡森於柱廊頂上安置哭泣的女人，並於柱的中楣上雕刻，這些人形雕像象徵著「沉思、驚奇和冥想」。
原先，圓形大廳的圓頂底下有著八幅羅伯特·里德的大型壁畫，其中四幅描繪藝術的概念與誕生，「它奉獻給地球，它藉由人類的智慧而進步且被接受」，另外四幅則是加州的「黃金」（罌粟花、柑橘、黃金和小麥）。

## 博覽會中其他被保存的建築

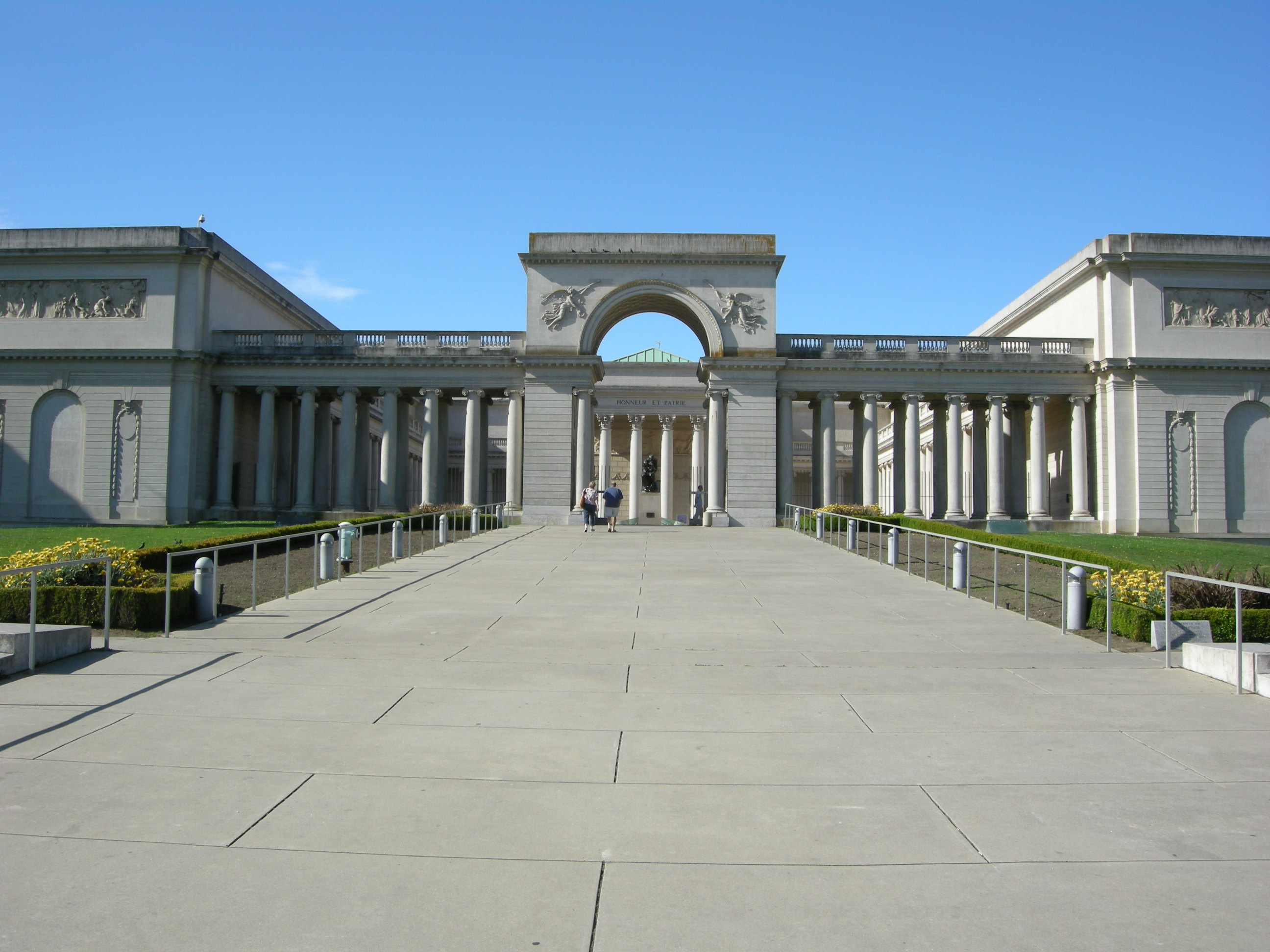
榮勳宮

藝術宮並不是博覽會中唯一被保存下來的建築。日本茶館（並非指1894年加州冬至萬國博覽會於金門公園的日本茶園）於1915年被當地的男爵E．D．斯威夫特收購，並且以駁船將其從舊金山灣區運輸至位於貝爾蒙特的現址。威斯康辛州與維吉尼亞州的展館被重新安置於馬林郡，俄亥俄州展館則被運送至聖馬刁郡，並在那一直被保留至1950年代。「進步之柱」（Column of Progress）在博覽會結束後，仍在那佇立了十年，最終，為了疏通濱海大道的交通而被拆除。不建於博覽會場且唯一保留於原址的是舊金山市政禮堂（San Francisco Civic Auditorium），1992年，為了紀念去年墜機身亡的搖滾演唱會經紀人比爾·格雷厄姆，重新命名為比爾·格雷厄姆市政禮堂。
位於林肯公園的榮勳宮是1915年巴拿馬太平洋萬國博覽會中法國館的原尺寸複製品，同時也是被稱為「沙門的別墅」（法語：Hôtel de Salm）的巴黎榮勳宮的四分之三比例仿造品。在博覽會結束後，法國政府允許人稱「舊金山曾祖母」的阿爾瑪·斯普雷克爾斯建造法國館的永久複製品，但是第一次世界大战拖延了施工進度，直到1921年才破土。

## 佈局

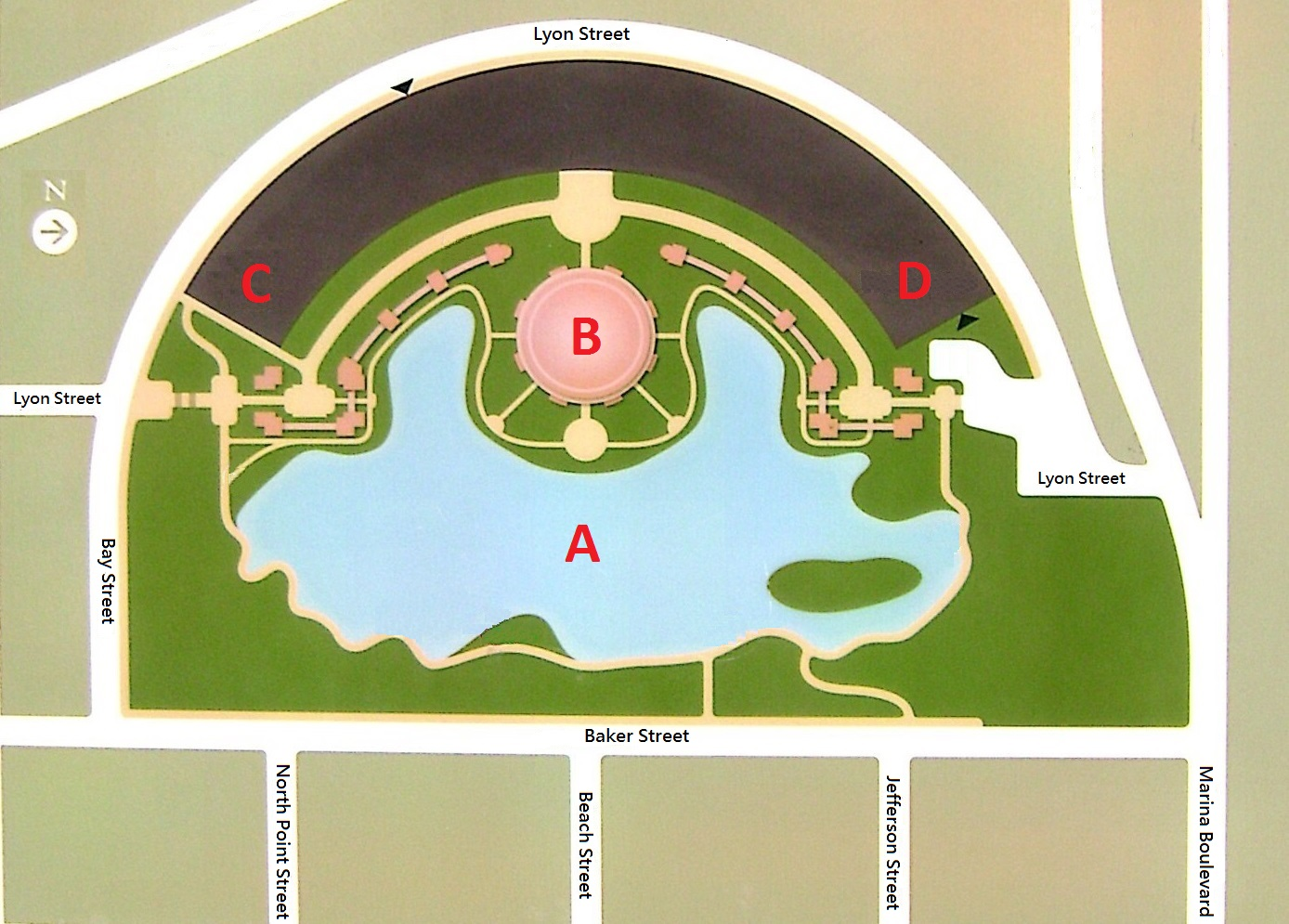
藝術宮的平面圖

藝術宮面向西方坐落於里昂街，左側為海灣街，右側則為濱海大道，前方面對貝克街。

平面圖介紹
- A：人工湖
- B：圓形大廳
- C：藝術宮劇院
- D：展覽大廳（1969年至2013年間為探索博物館）

圓形大廳與柱廊

藝術宮的圓形大廳是一座直徑約30（98英尺）高約41（135英尺）的圓柱形建築，由八組頎長秀麗的科林斯式圓柱承托著上方雕飾精美的黃色巨大穹頂，每兩組圓柱與穹頂間又組成一個雄偉高大的桃紅色拱形門。每組圓柱皆由四根高約12（39英尺）的石柱並列組成，而四根石柱又立於一個高約3（9.8英尺）的花崗石平台上。抬頭看羅馬柱頂端有著許多意大利文藝復興時期風格的雕刻。以圓形大廳為中心，兩旁共延伸出30個科林斯式圓柱組成的柱廊，形成圓弧狀圍繞著前方的人工湖。

## 圖集

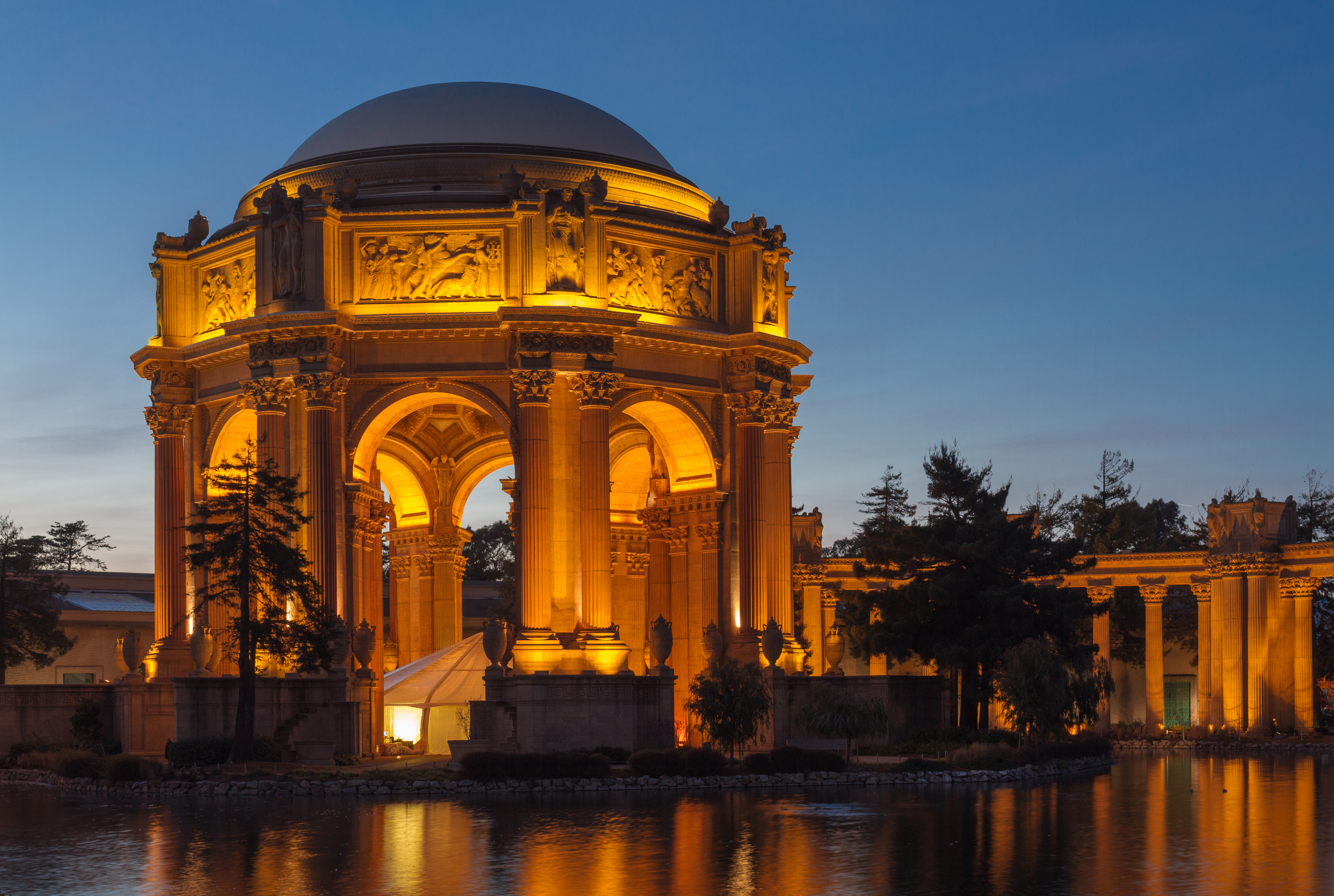
傍晚時的藝術宮
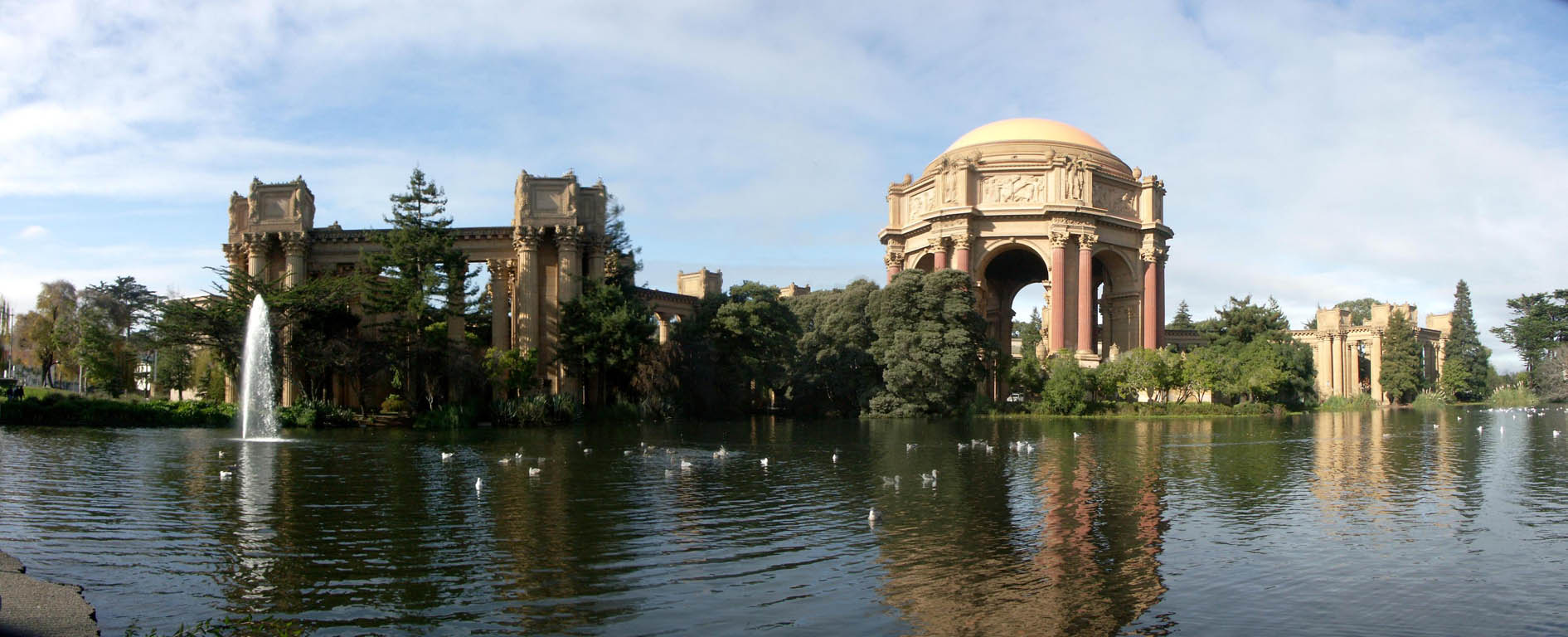
白天的藝術宮倒映於池面
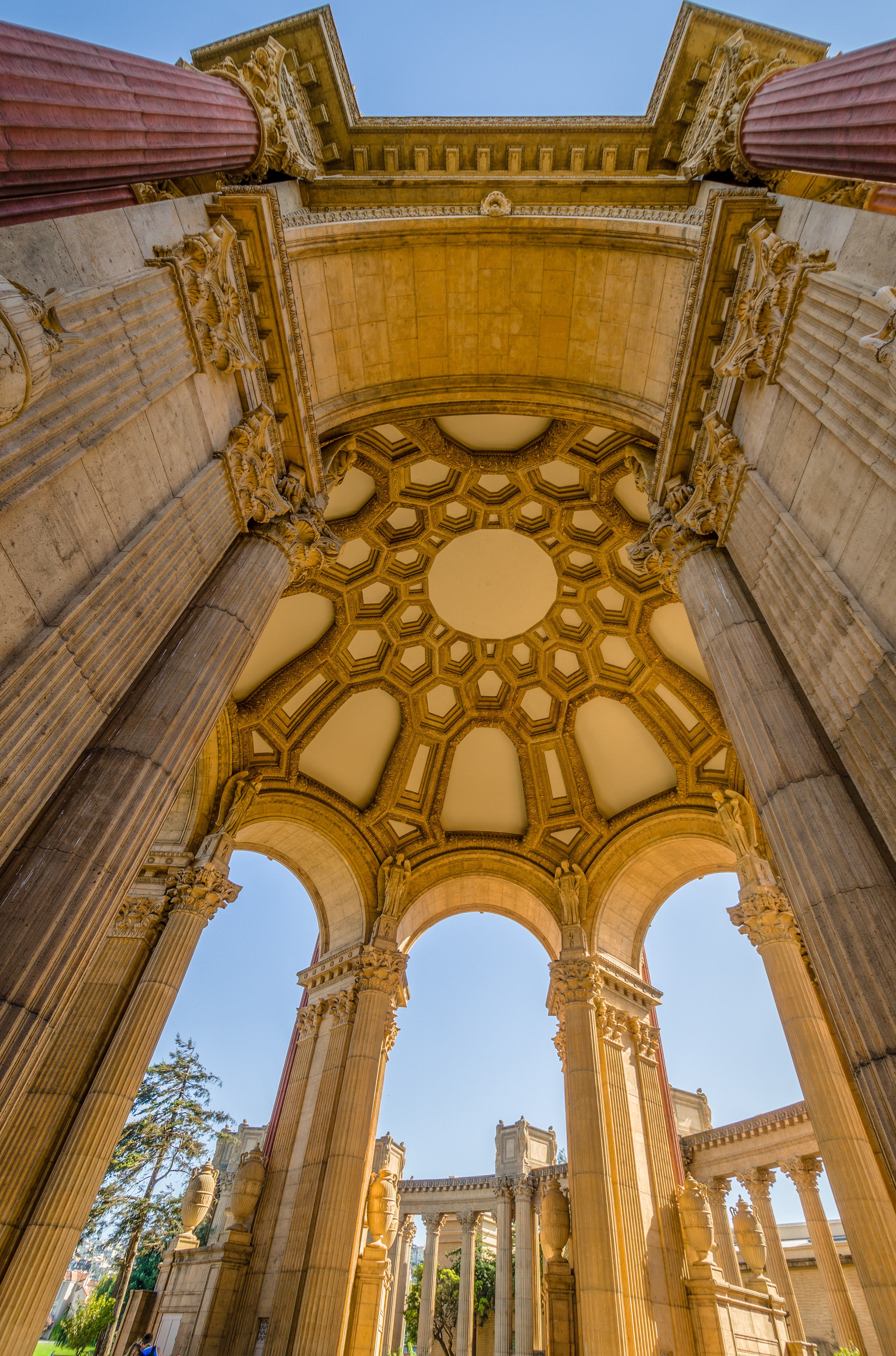
圓形大廳的內部
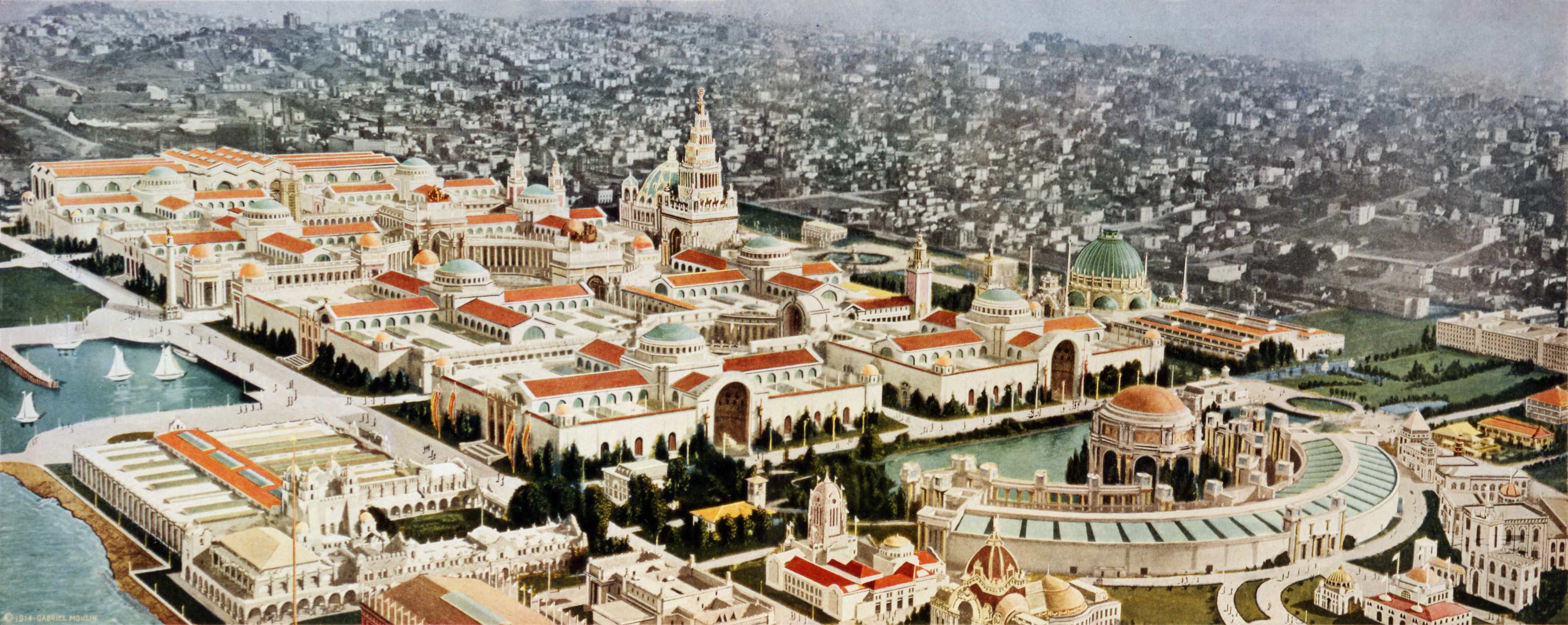
1915年巴拿馬太平洋萬國博覽會的空拍照
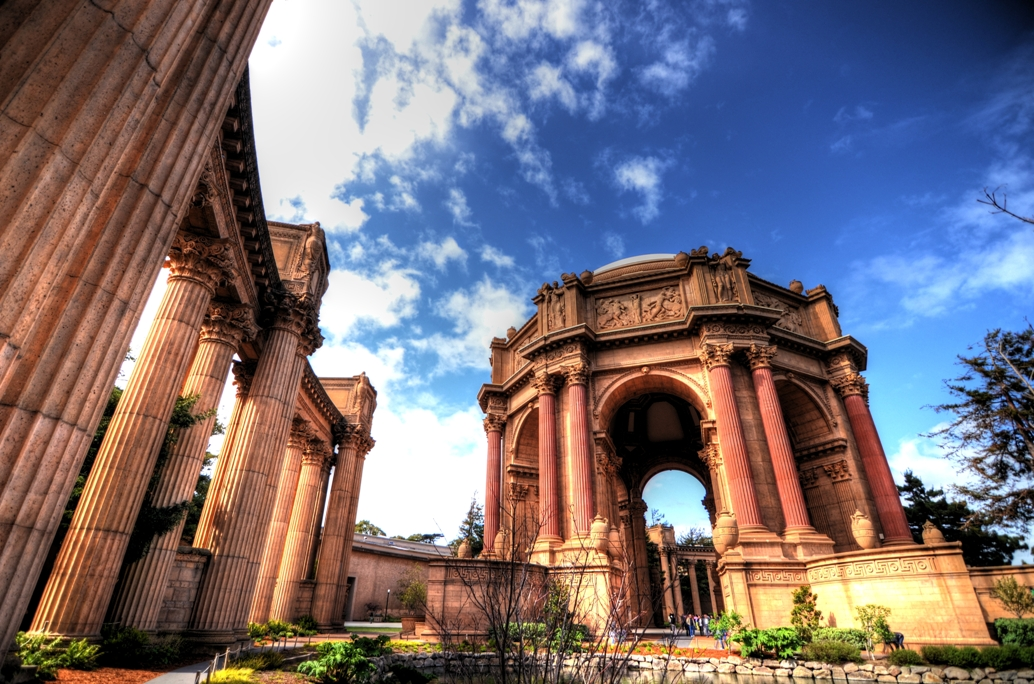
藝術宮的柱廊與圓形大廳
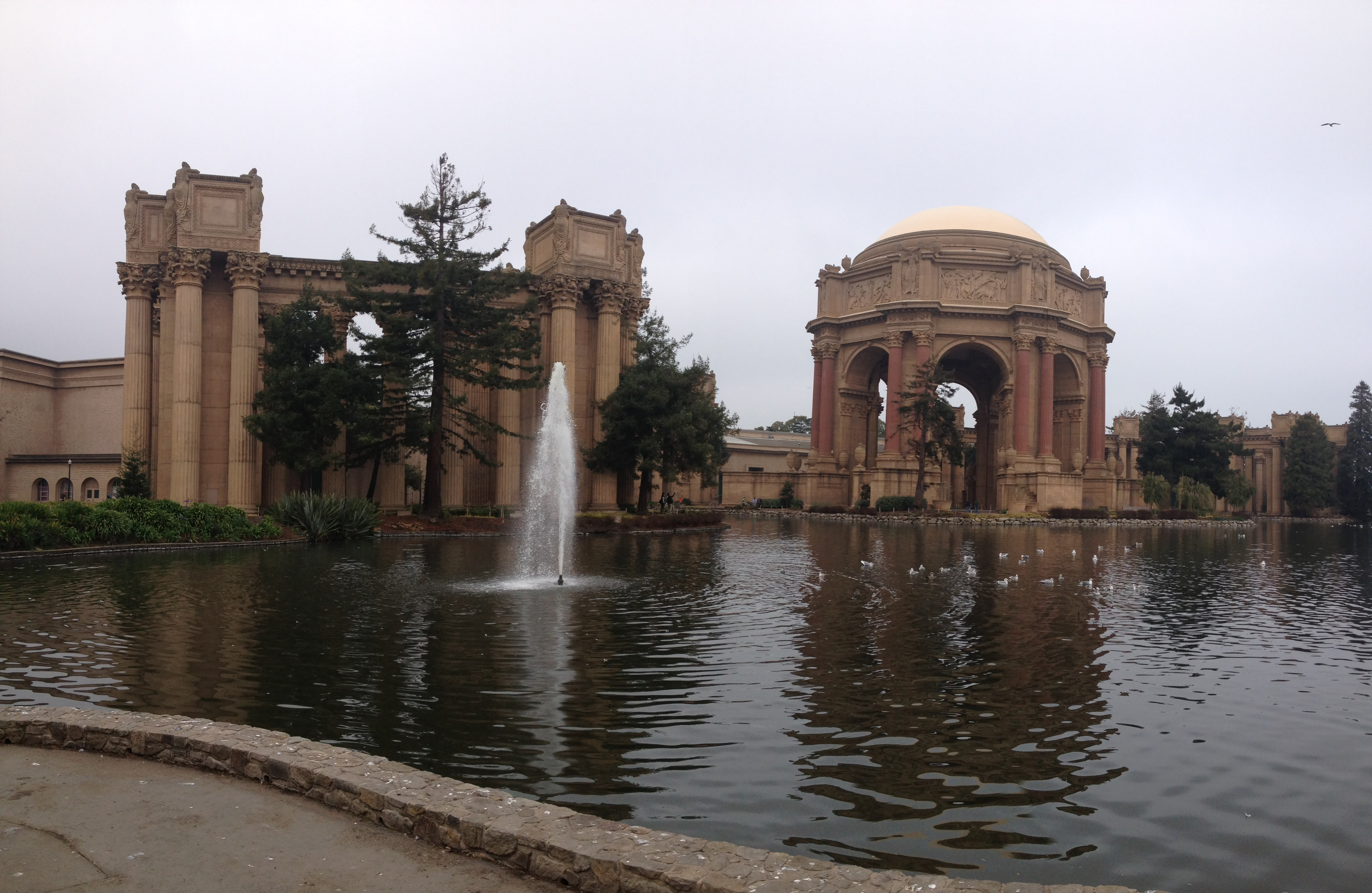
藝術宮的的人工湖噴泉

## 大眾文化
展覽大廳外的藝術宮圓頂及毗連的人工湖常被作為背景。
- 《絕地任務》（1996年電影）－聯邦調查局探員史丹利·古斯比（尼可拉斯·凱吉飾）在白天前往對質正和他分居的女兒（克萊兒·馥蘭妮飾）於圓頂下對話的約翰·梅森上尉（史恩·康納萊飾）。[30]
- 《愛情DIY（英语：The Other Sister）》（1999年電影）－在跑去湖岸餵鴨子前，卡拉·泰特（朱麗葉特·劉易斯飾）於圓頂旁與她的母親伊麗莎白·泰特（黛安·基頓飾）對話。[31]
- 《億萬未婚夫》（1999年電影）－在一位熱心牧師（詹姆斯·克倫威爾飾）的陪伴下，新郎吉米·香農（克里斯·奧唐納飾）坐在藝術宮湖中的獨木舟上突然有所頓悟。[32]
- 《老少雙雄（英语：The Streets of San Francisco）》（1972年美國影集）－在第16集「組織」（The Set-up）中，一位職業殺手在夜晚引導盲人酒吧老闆通過庭院，而上尉麥可·史東（卡爾·莫爾登飾）與督察史蒂夫·凱勒（邁克爾·道格拉斯飾）尾隨其後。[33]
- 美國總統候選人辯論－藝術宮是1976年10月6日時任美国总统傑拉爾德·福特與民主黨參選人前喬治亞州州長（英语：List of Governors of Georgia）吉米·卡特間外交政策的電視辯論地點。當福特總統表示「蘇聯沒有統治東歐」（there was no Soviet domination in Eastern Europe）後，這場辯論被視為卡特總統獲選的一個轉捩點。[34]
- 《大衛深夜秀》（美國夜間脫口秀節目）－節目於1996年5月6日至10日期間前往舊金山，並於藝術宮劇院內播放為期一周的節目。[35]
- 《生存聖戰》（2013年發行的第三人稱射擊遊戲）－藝術宮出現於這款遊戲中的「堡壘反抗」（Fort Defiance），是遊戲中的最後一戰〈蒼白戰爭〉（Pale Wars）的其中一個地點，最終也以和平的反抗結束這場戰爭。[36]

## 外部連結
- （英文）藝術宮官方網站 （页面存档备份，存于）
- （英文）藝術宮的歷史（页面存档备份，存于）

Template:旧金山